# Mallobaudes
Mallobaudes, Mellobaudes, Mallobaude, Mallobaud o Merobaudes fue un rey franco de la segunda mitad del siglo IV que luchó frecuentemente contra los alamanes dentro del ejército romano en tiempos del emperador Graciano. Se le conocía como oficial bajo Constancio en la Galia y fue distinguido después por su victoria sobre Macriano, rey de los alamanes, en el 379. 
Como Comes domesticorum, compartió con el general Nannieno el mando militar, siendo parte fundamental en la victoria de Argentovaria (hoy Horbourg-Wihr, cerca de Colmar (Francia)) de 378 contra los Lentienses (tribu de la confederación de los alamanes) con su rey Priario al frente. En el curso de esta batalla, se le llama 'rey de los francos'.
Posteriormente, se convirtió en capitán de la guardia imperial de Graciano alrededor de 380.

## Merobaudes
Mellobaudes a veces se le identifica, aunque es difícil decidir si es correcto o no, con Merobaudes, un oficial en activo durante el reinado de los emperadores Valentiniano I y Graciano que aconsejó a la muerte de Valentiniano I que su hijo, del mismo nombre, un niño de cuatro años, fuera elegido emperador junto con su hermanastro Graciano, para gran disgusto de este último.
Merobaudes fue dos veces cónsul, en 377 y 383. En el último año, comandó el ejército de Graciano contra el usurpador Magno Máximo, pero se le acusa de traicionar a su maestro. En cualquier caso, ganó poco con su traición, y Magno Máximo lo mató pronto.